# ロス郡 (オハイオ州)
座標: 北緯39度19分 西経83度03分 / 北緯39.317度 西経83.050度
ロス郡（英: Ross County）は、アメリカ合衆国オハイオ州の郡である。人口は7万7093人（2020年）。郡庁所在地はオハイオ州の最初の州都チリコシーである。ロス郡はペンシルベニア州選出連邦党上院議員ジェームズ・ロスに由来している。

## 地理
アメリカ合衆国統計局によると、ロス郡は総面積1,795 km² (693 mi²) である。このうち1,783 km² (688 mi²) が陸地で、0.66%の12 km² (5 mi²) が水域である。

### 隣接する郡
- ピッカウェイ郡（北）
- ホッキング郡（北東）
- ビントン郡（東）
- ジャクソン郡（南東）
- パイク郡（南）
- ハイランド郡（南西）
- ファイエット郡（北西）

## 人口動勢
2000年国勢調査で、ロス郡は人口73,345人、27,136世帯、及び19,185家族が暮らしている。人口密度は41/km2 (106/mi2) である。17/km2 (43/mi2) の平均的な密度に29,461軒の住宅が建っている。この郡の人種的な構成は白人91.74%、アフリカン・アメリカン6.20%、先住民0.31%、アジア0.35%、太平洋諸島系0.02%、その他の人種0.19%、及び混血1.20%である。この人口の0.58%はヒスパニックまたはラテン系である。
この郡内の住民は24.00%が18歳未満の未成年、18歳以上24歳以下が8.60%、25歳以上44歳以下が31.60%、45歳以上64歳以下が23.60%、及び65歳以上が12.20%にわたっている。中央値年齢は37歳である。女性100人ごとに対して男性は108.30人である。18歳以上の女性100人ごとに対して男性は109.00人である。
この郡の世帯ごとの平均的な収入は37,117米ドルであり、家族ごとの平均的な収入は43,241米ドルである。男性は35,892米ドルに対して女性は23,399米ドルの平均的な収入がある。この郡の一人当たりの収入 (per capita income) は17,569米ドルである。18歳未満の15.10%及び65歳以上の10.20%を含む、家族の約9.10%及び人口の12.00%は貧困線以下である。

## 行政
主要記事：Ohio county government

## 自治体及び国勢調査指定地

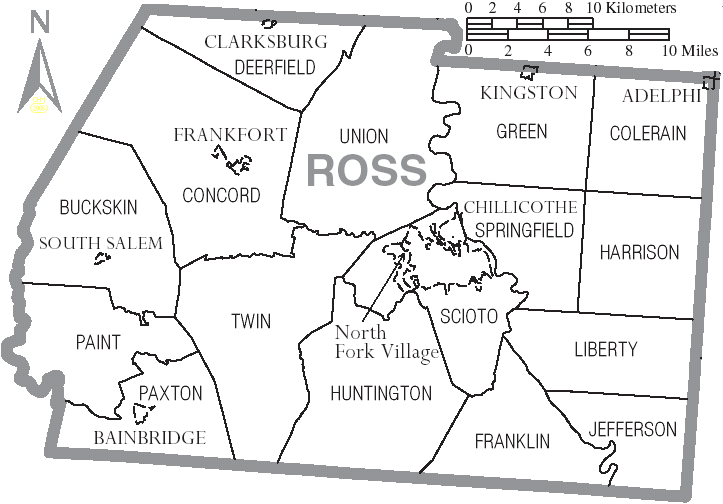
自治体及び郡区表示のロス郡地図。

| - チリコシー - アデルフィ (Adelphi) - クラークスバーグ (Clarksburg) - フランクフォート (Frankfort) | - Bainbridge - Kingston - North Fork Village - South Salem - Richmond Dale（"Richmondale"とも知られる） |